# Dastilbe
Dastilbe è un genere di pesci ossei estinti, appartenente ai gonorinchiformi. Visse nel Cretaceo inferiore (Aptiano, circa 120 - 113 milioni di anni fa) e i suoi resti fossili sono stati ritrovati in Sudamerica e in Africa.

## Descrizione
Questo pesce era di dimensioni medio - piccole, e gli esemplari più grandi non superavano i 20 centimetri di lunghezza. Possedeva un corpo lungo e affusolato, con un cranio basso e lungo e mascelle prive di denti. Dastilbe si distingueva da altri gonorinchiformi simili per la presenza di un opercolo di grandi dimensioni (lungo circa un terzo o addirittura la metà della lunghezza della testa), di forma ovoidale e liscio, e per una serie di altre caratteristiche minori, come la posizione della pinna anale più vicina alla pinna caudale che alle pinne pelviche. Altre caratteristiche solitamente usate per distinguere le varie specie di Dastilbe, come forma dell'osso dentale e il rapporto tra l'origine delle pinne pelviche e la pinna dorsale, sono invece dovute a differenti gradi ontogenetici. 

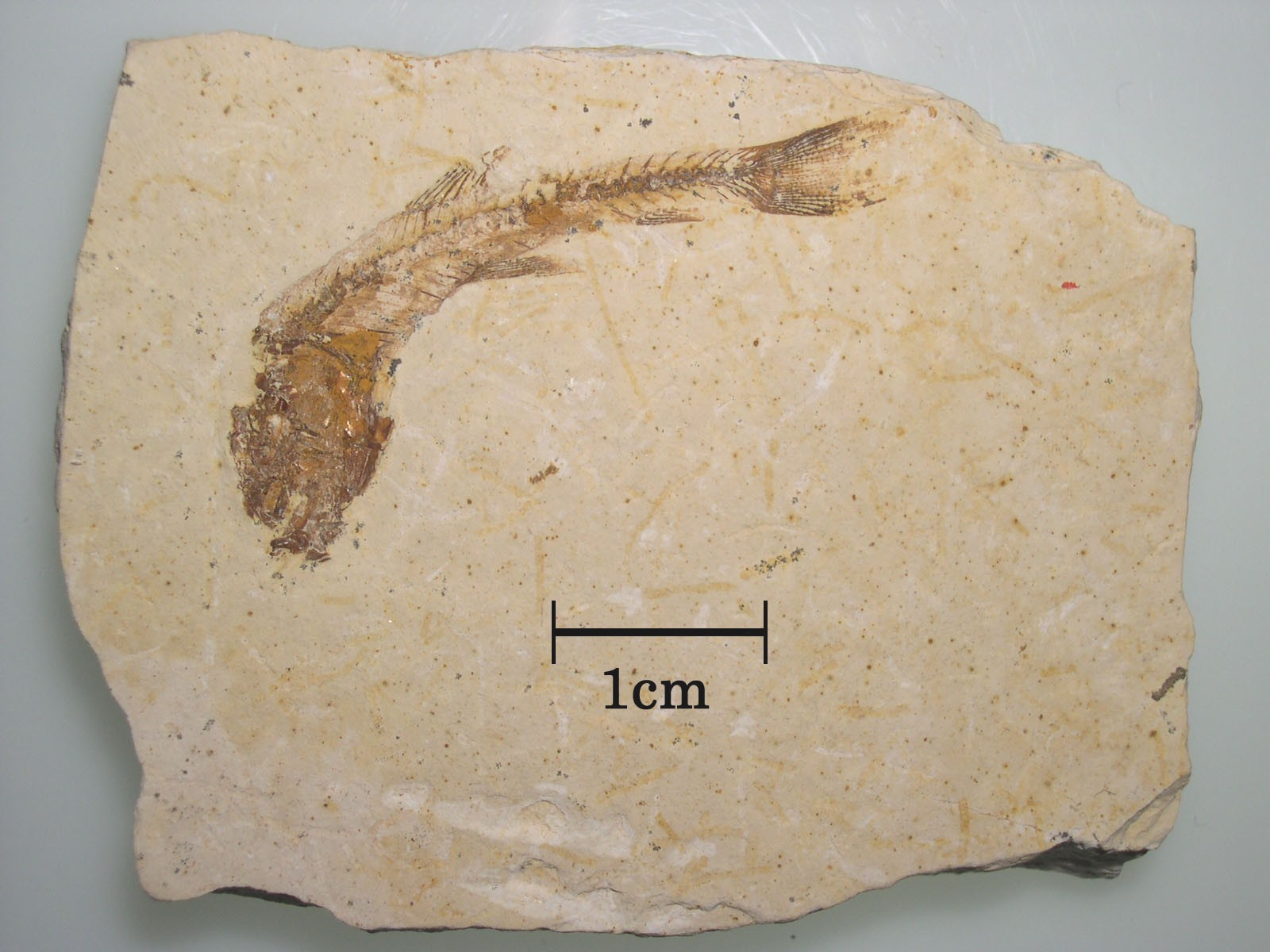
Fossile di Dastilbe

## Classificazione
Dastilbe è un rappresentante dei gonorinchiformi, un gruppo di pesci teleostei attualmente rappresentati da varie forme, tra cui Chanos, Gonorhynchus e Kneria. Secondo alcune analisi, Dastilbe sarebbe un membro della famiglia Chanidae, in una posizione più derivata rispetto a Parachanos e Aethalionopsis (Taverne e Capasso, 2017).
Il genere Dastilbe venne descritto per la prima volta da Jordan nel 1910, sulla base di resti fossili ritrovati nella formazione Santana nella Chapada do Araripe, nel Brasile nordorientale. Dastilbe è un genere di pesci molto abbondante in varie località fossilifere del Brasile, soprattutto nei bacini di  Araripe, Parnaíba, Sergipe-Alagoas e Sanfranciscana, ma fossili attribuiti a questo genere sono stati ritrovati anche nel bacino del Gabon, in Guinea Equatoriale. Al genere Dastilbe sono state attribuite varie specie (D. crandalli, D. elongatus, D. moraesi, D. batai), ma una revisione più recente ha indicato che vi era una sola specie valida, Dastilbe crandalli. La specie D. elongatus, ad esempio, comprende esemplari più grandi, ma è ormai chiaro che si tratta semplicemente di individui più anziani di quelli ascritti a D. crandalli.

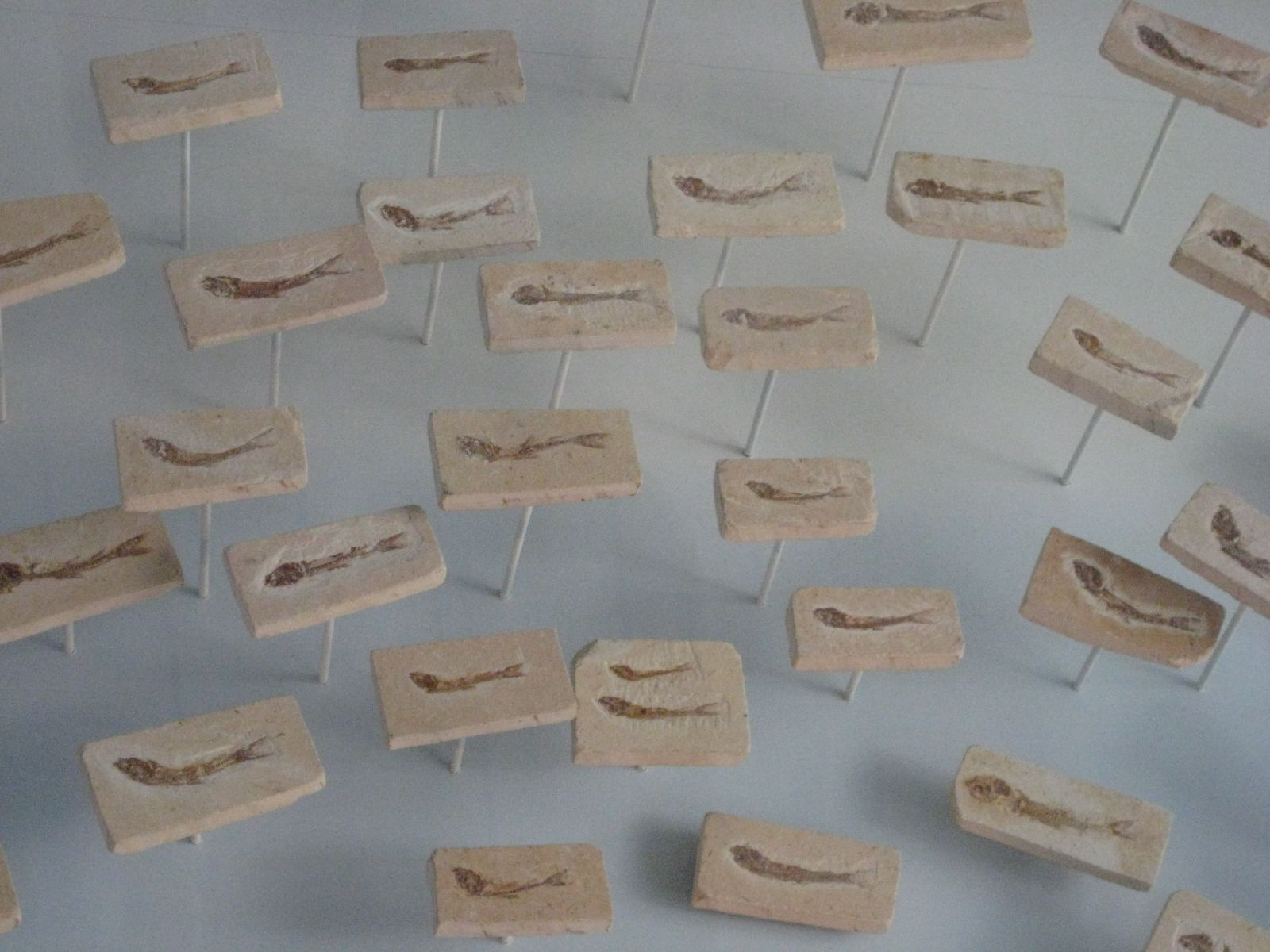
Numerosi fossili di Dastilbe crandalli

## Paleoecologia
Dastilbe era probabilmente un pesce anadromo, tollerante all'ipersalinità e soggetto a frequenti mortalità di massa. Sembra che gli individui più grandi di questo pesce predatore si nutrissero di pesci di dimensioni minori, ed è probabile che praticassero il cannibalismo (Davis e Martill, 1999).